# 敬文書院

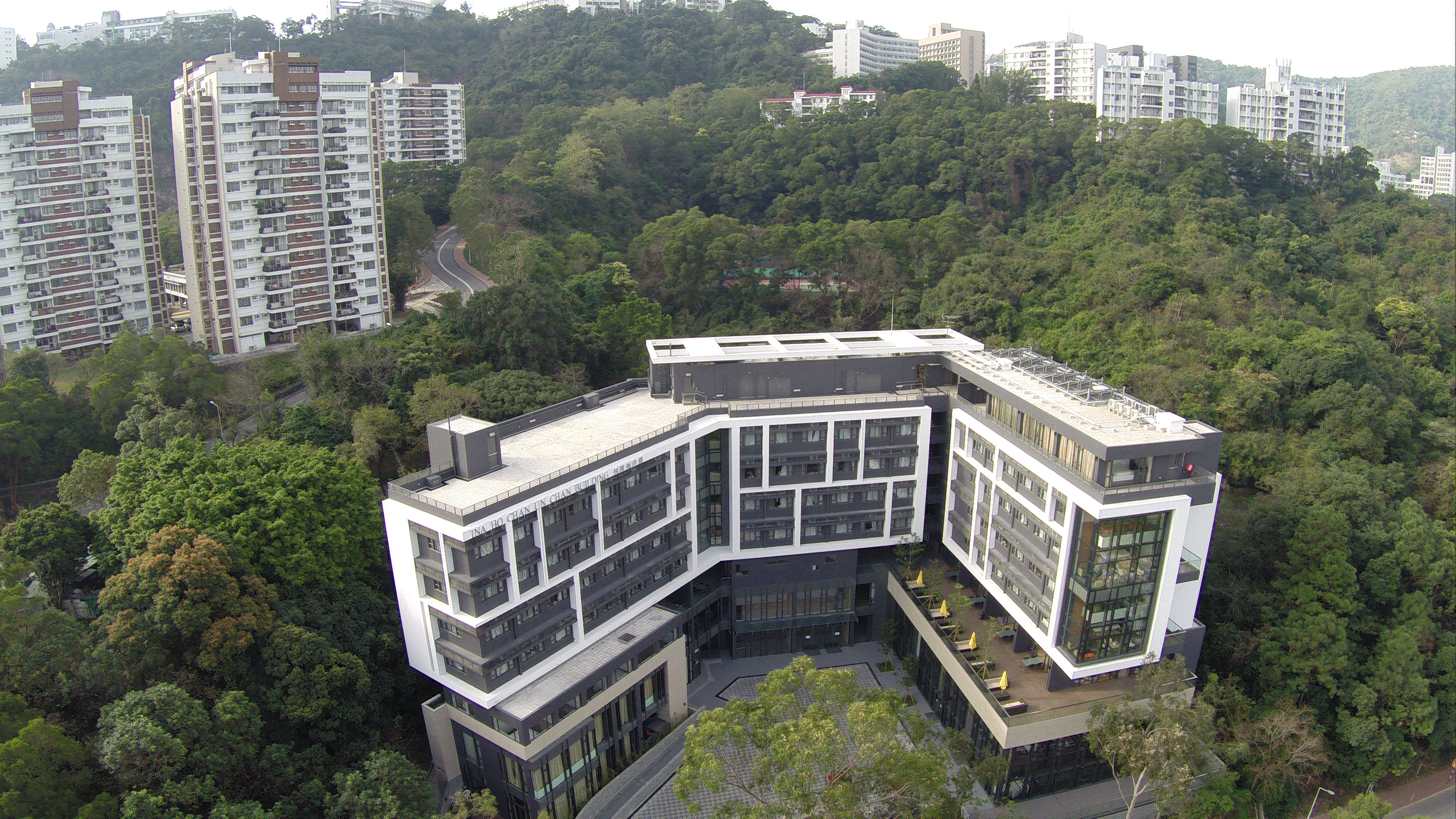
敬文書院全貌

22°25′32″N 114°12′24″E / 22.425450°N 114.206621°E
敬文書院（英語：CW Chu College）為香港中文大學的其中一所書院，於2012年錄取首批學生。

## 源起
敬文書院於2007年成立，並以朱敬文博士命名。朱博士（1906–1996）大半生在香港奮鬥發展，事業有成，慷慨捐助教育，扶掖後進，親力親為。大學特以他的芳名為書院命名，以紀念朱博士的行誼事業。

## 願景及院訓
書院將匯聚來自不同背景的學者，組成一個親切融和的社群，並以探究真理，慷慨利他的精神訓諫學生，俾使其能出為世用。書院願景涵蓋四項元素 － 親切融和、多元文化、崇尚知識、投入社群，不僅彰顯書院特色，亦會是書院發展的方向。因此，書院將致力加強師生間的交流，提高學生對切磋學問、討論知識的興趣，以廣其胸襟，博其知識，陶鑄其品德，並發展其立足社會不可或缺的人際交往技巧。得此訓練的學生，畢業後自然能思維澄明、直內方外，並具領導才能，熱心服務社會。這些都是先賢朱敬文博士為教育而努力所體現的價值觀，亦是書院院訓「修己澤人，儲才濟世」所涵概的教育理念。

## 全宿共膳
敬文書院為一所可容納約三百名學生（而由於加入的新生人數往往未足額，部分宿舍名額劃歸新亞書院學生及國際交流生）的小型書院，亦是中大三所能提供四年全宿的書院之一。*  為促進師生交流，書院全體院生將參與每星期三次的師生共膳。同學亦可透過書院安排的高桌晚宴，與不同界別的領袖人物及社會賢達交流接觸、分享學習。

## 書院通識教育
敬文書院的通識教育課程包含兩大類別，分別為計算學分的課程 (即一年級生修讀的啟導課程，及為四年級學生而設的結業課程)和不計學分的非形式學習(包括必修的迎新啟導活動、師生共膳及高桌晚宴等，和自願參與的社會服務)。
啟導課程會為新生投入大學生活作重要的準備和引導；而結業課程則讓同學透過研討一個與社會相關的現實個案，結合他們在主修科以外學習所得的知識，分析有關問題的成因、改善問題的限制和選擇，並作出具說服力及合符邏輯的研究報告。書院期望透過講堂、導修課、報告、小組合作及結業論文等，鼓勵同學互相學習、切磋砥礪。

## 迎新準備
敬文書院將於2012年取錄修讀新課程的本科生，為作好準備，書院現正籌劃師友計劃、服務學習計劃及各類型為學生而設的文化、社交活動。同時，書院積極拓展到不同學府交流的機會，令同學體驗多元文化、藉以培養其文化意識及國際視野。書院並設獎助學基金，鼓勵同學追求卓越並支援有需要的同學。

## 院址及設計構思
敬文書院校舍坐落於環迴北路（前逸夫書院專用網球場），鄰近39區和賽馬會研究生宿舍（二座及三座）。
校舍由張廣揚建築師事務所設計，華潤營造有限公司承建，其造型融合於草木蔥蘢的自然環境之中。除學生宿舍外，校舍內還有可供全體書院成員用膳的設施，以及供舉行導修課、研討會和其他書院活動的多用途場地。書院的校舍工程於2011年秋季展開，並於2013年第4季竣工。書院設施及宿舍建成以前，所有同學均安排入住國際生舍堂。

## 交通
校巴︰3、4、5、6A、8、N、H

## 院長
敬文書院首任院長為物理學講座教授楊綱凱教授（任期已於2016年尾屆滿，並在退休後轉任院長顧問）。楊教授展望未來，勉勵後學：
「我們敬仰朱敬文博士高風亮節，書院繼承先賢風範，啟迪後學心靈，期盼有為青年加入書院，學成回饋社會。」

## 參閱
- 香港中文大學
- 書院聯邦制

## 外部連結
- 香港中文大學 （页面存档备份，存于）
- 香港中文大學敬文書院 （页面存档备份，存于）
- 敬文書院Facebook專頁 （页面存档备份，存于）